# Frankie Boyle

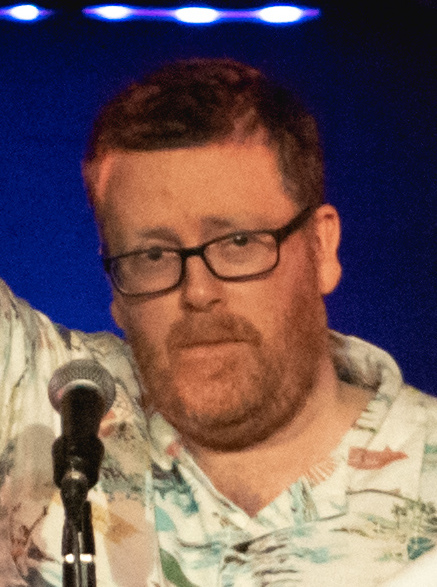
Frankie Boyle, 2020

Francis Martin Patrick Boyle (* 16. August 1972 in Glasgow) ist ein schottischer Komiker. Er wurde für seine Auftritte in der britischen TV-Comedysendung Mock the Week bekannt.

## Leben
Boyle wurde in Glasgow als jüngstes von drei Kindern geboren. Nachdem er seine Schullaufbahn in Glasgow beendet hatte, trat er das erste Mal als Komiker in Erscheinung, als er 1996 den Daily Telegraph Open Mic award gewann. In ganz Großbritannien wurde er für seine regelmäßigen Auftritte in der von BBC Two ausgestrahlten Comedysendung Mock the Week bekannt, bis er diese 2009 verließ. Von 2008 bis 2009 schrieb er außerdem eine Kolumne in der schottischen Tageszeitung Daily Record, was er aber aufgab, da ihm untersagt wurde, Witze über Michael Jackson zu veröffentlichen. Aktuell schreibt er für The Sun.
Boyle lebt in seiner Geburtsstadt gemeinsam mit seiner Partnerin und ihren zwei Kindern.

## Veröffentlichungen

### Bücher
- My Shit Life So Far, London : HarperCollins, 2009. ISBN 978-0-00-732449-1.

### DVD
- Mock The Week: Too Hot For TV (2007)
- Frankie Boyle Live (2008)
- Mock The Week: Too Hot For TV 2 (2009)
- Frankie Boyle Live 2: If I Could Reach Out Through Your TV And Strangle You I Would (2010)